# Piratininga (gemeente)
Piratininga is een gemeente in de Braziliaanse deelstaat São Paulo. De gemeente telt 11.989 inwoners (schatting 2009).